# The Road to Paradiso
The Road to Paradiso è la prima raccolta del gruppo musicale olandese Epica, pubblicata il 4 maggio 2006 dalla Transmission Records.

## Descrizione
Il disco è stato distribuito come parte di un libro in cui è narrata la storia del gruppo (sia in inglese che in olandese) a partire dal loro esordio come Sahara Dust fino alle tournée in America centrale e America meridionale. Nella lista tracce è presente una selezione di interviste, brani dal vivo e inediti.
Contemporaneamente all'uscita di The Road to Paradiso il gruppo ha tenuto un concerto speciale al Paradiso di Amsterdam (locale scelto per la promozione della raccolta), il quale è stato registrato e originariamente pensato per la pubblicazione ma a causa di un contenzioso con la Transmission il progetto è stato sospeso. Soltanto nel 2022 il concerto ha visto la pubblicazione sotto il nome di Live at Paradiso.

## Tracce
1. Welcome to the Road to Paradiso – 4:37
2. Making of Adyta – 1:34
3. Adyta (Demo Version) – 1:23
4. Making of Cry for the Moon – 1:29
5. Cry for the Moon (Demo Version) – 6:43
6. Making of Quietus – 1:14
7. Quietus (Demo Version) – 3:41
8. Quietus (Single Version) – 3:54
9. The Fallacy – 3:23
10. Interview with Ad on the Live Tracks – 0:32
11. Solitary Ground (Live in Barcelona) – 4:05
12. Blank Infinity (Live in Eindhoven) – 4:04
13. Mother of Light (Live in Eindhoven) – 6:01
14. Linger (Piano Version) – 4:15
15. Crystal Mountain (Orchestral Version) – 5:01
16. Purushayita – 3:50

## Classifiche
| Classifica (2006) | Posizione massima |
| ----------------- | ----------------- |
| Paesi Bassi       | 46                |